# Восток штата Мату-Гросу-ду-Сул (мезорегион)

Восток штата Мату-Гросу-ду-Сул на карте.

Восток штата Мату-Гросу-ду-Сул (порт. Mesorregião do Leste de Mato Grosso do Sul) — административно-статистический мезорегион в Бразилии. Входит в штат Мату-Гросу-ду-Сул. Население составляет 381 394 человека (на 2010 год). Площадь — 94 011,690 км². Плотность населения — 4,06 чел./км².

## Демография
Согласно сведениям, собранным в ходе переписи 2010 г. Национальным институтом географии и статистики (IBGE), население мезорегиона составляет:
| Полное население                            | Полное население                            | Полное население                            | Полное население                            | 381 394 |
| ------------------------------------------- | ------------------------------------------- | ------------------------------------------- | ------------------------------------------- | ------- |
| в том числе:                                | Городское население                         | 318 425                                     | Процент городского населения, %             | 83,49   |
|                                             | Сельское население                          | 62 969                                      | Процент сельского населения, %              | 16,51   |
|                                             | Мужское население                           | 192 537                                     | Процент мужского населения, %               | 50,48   |
|                                             | Женское население                           | 188 857                                     | Процент женского населения, %               | 49,52   |
| Плотность населения, чел/км²                | Плотность населения, чел/км²                | Плотность населения, чел/км²                | Плотность населения, чел/км²                | 4,06    |
| Население мезорегиона в % к населению штата | Население мезорегиона в % к населению штата | Население мезорегиона в % к населению штата | Население мезорегиона в % к населению штата | 15,57   |

## Статистика
- Валовой внутренний продукт на 2003 год составил 4 174 567 333,00 реалов (данные: Бразильский институт географии и статистики).
- Валовой внутренний продукт на душу населения на 2003 год составил 12 445,98 реалов (данные: Бразильский институт географии и статистики).
- Индекс развития человеческого потенциала на 2000 год составил 0,769 (данные: Программа развития ООН).

## Состав мезорегиона
В мезорегион входят следующие микрорегионы:
1. Касиландия
2. Нова-Андрадина
3. Паранаиба
4. Трес-Лагоас